# Zhenjiang, Gaozhou
Zhenjiang (kinesiska: 镇江)  är en köping i sydöstra Kina. Den ligger i Gaozhou i staden Maoming i provinsen Guangdong,  omkring 300 kilometer sydväst om provinshuvudstaden Guangzhou. Antalet invånare är 35 616. Befolkningen består av 16 709 kvinnor och 18 907 män. Barn under 15 år utgör 29,0 %, vuxna 15-64 år 59 %, och äldre över 65 år 11,0 %.